# EHF Cup 2015-2016 (pallamano maschile)
L'EHF Cup 2015-2016 è stata la 35ª edizione della EHF Cup, la seconda coppa per club più importante d'Europa ed è organizzata dall'European Handball Federation (EHF), ed è la seconda edizione dopo la fusione con la Coppa delle Coppe.

## Qualificazioni
Le qualificazioni consistono in tre round di qualificazione. Al primo turno giovano le squadre con ranking più basso. I vincitori al termine delle gare di andata a e di ritorno passano al turno successivo. Al termine del terzo turno le squadre vincitrici si qualificano per la fase a gironi.
Per ogni turno la prima estratta al sorteggio gioca le partite in casa. Tuttavia, si può richiedere di giocare le gare di andata e ritorno nella stessa sede.

### Round 1
Un totale di 32 squadre si sono qualificate al primo turno di qualificazione. Le gare di andata sono state giocate tra il 5 e il 12 settembre mentre le gare di ritorno tra 6 e 13 settembre 2015.
| Squadra 1                | Totale | Squadra 2                    | Andata | Ritorno |
| ------------------------ | ------ | ---------------------------- | ------ | ------- |
| Dinamo Bucareşti         | 62–48  | Energia Targu Jiu            | 38–24  | 24–24   |
| Initia Hasselt           | 70–45  | Merzifon Belediye Hentbol SK | 37–21  | 33–24   |
| RK Poreč                 | 46–42  | Maccabi Rishon LeZion        | 20–18  | 26–24   |
| HC Fregata-Burgas        | 38–54  | KH Besa Famiglia             | 18–24  | 20–30   |
| GRK Varazdin 1930        | 47–36  | ASD Romagna HB               | 26–16  | 21–20   |
| PGU Tiraspol             | 50–76  | NMC Górnik Zabrze            | 25–40  | 25–36   |
| Ystads IF                | 76–48  | Käerjeng HB                  | 41–28  | 35–20   |
| HB Dudelange             | 50–68  | Haslum HK                    | 27–34  | 23–34   |
| KRAS/Volendam            | 64–41  | HC Lovćen                    | 34–23  | 30–18   |
| Pölva Serviti            | 53–49  | Dragūnas Klaipéda            | 29–26  | 24–23   |
| TSV St. Otmar St. Gallen | 67–55  | Riihimäki Cocks              | 34–24  | 33–21   |
| SSV Bozen Loacker        | 50–50  | Haukar                       | 30–24  | 20–26   |

### Round 2
Un totale di 32 squadre si sono qualificate al primo turno di qualificazione. Le gare di andata sono state giocate tra il 10 e il 17 ottobre mentre le gare di ritorno tra 11 e 18 ottobre 2015.
| Squadra 1                | Totale | Squadra 2          | Andata | Ritorno |
| ------------------------ | ------ | ------------------ | ------ | ------- |
| AC Diomidis Argous       | 41–61  | Dinamo Bucareşti   | 21–26  | 20–35   |
| Csurgoi KK               | 59–46  | Pogon Szczecin     | 29–19  | 30–27   |
| OIF Arendal              | 65–43  | KH Besa Famiglia   | 34–18  | 31–25   |
| Talent MAT Plzen         | 46–42  | RK Poreč           | 27–24  | 27–25   |
| Pfadi Winterthur         | 52–44  | Pölva Serviti      | 31–24  | 21–20   |
| Initia Hasselt           | 48–43  | RK Spartak Vojput  | 27–20  | 21–23   |
| Premskie Medvedi         | 54–55  | Ystads IF          | 30–28  | 24–27   |
| CSM Bucarest             | 50–47  | Bregenz HB         | 28–24  | 22–23   |
| TSV St. Otmar St. Gallen | 53–52  | Alingsas HK        | 27–25  | 26–27   |
| RK Nexe                  | 42–41  | GRK Varazdin 1930  | 30–20  | 32–21   |
| Haukar                   | 63–44  | HC Zomimak-M       | 34–20  | 29–24   |
| TT Holstebro             | 64–63  | Sporting CP        | 36–31  | 28–32   |
| Gornik Zabrze            | 54–52  | ZTR Zaporižžja     | 28–25  | 26–27   |
| Haslun HK                | 53–60  | RK Borac m:tel     | 28-29  | 25–31   |
| KRAS/Volendam            | 55–64  | SKA Minsk          | 25–32  | 30–32   |
| Chambery Savoie HB       | 66–40  | HC Sporta Hlohovec | 35–12  | 31-28   |

### Round 3
Un totale di 32 squadre si sono qualificate al primo turno di qualificazione. Le gare di andata sono state giocate tra il 21 e il 22 novembre mentre le gare di ritorno tra 23 e 29 novembre 2015.
| Squadra 1             | Totale | Squadra 2                   | Andata | Ritorno |
| --------------------- | ------ | --------------------------- | ------ | ------- |
| Pfadi Winterthur      | 59–48  | KS Azoty-Pulawy             | 29–25  | 30–23   |
| Ystads IF             | 59–48  | Grundfos Tatabanya KC       | 28–28  | 31–20   |
| RK Maribor Branik     | 52–57  | Dinamo Bucuresti            | 27–26  | 25-31   |
| ALPLA HC Hard         | 46–68  | SKA Minsk                   | 23–33  | 23–35   |
| RK Gorenje Velenje    | 52–61  | TT Holstebro                | 25–29  | 27–32   |
| Aalborg HB            | 62-48  | TSV St. Otmar St. Gallen    | 30–20  | 32–28   |
| Initia Hasselt        | 46–52  | Helvetia Anaitasuna         | 20–28  | 26–24   |
| RK Borac m:tel        | 52–58  | OCI-Lions                   | 29–31  | 23–27   |
| Talent MAT Plzen      | 51–66  | Bjerringbro-Silkeborg       | 28–31  | 23–35   |
| RK Nexe               | 44–48  | HBC Nantes                  | 26–26  | 18–22   |
| Füchse Berlin         | 61–65  | Chambery Savoie HB          | 31–31  | 30–34   |
| Gornik Zabrze         | 58–77  | Frisch Auf Göppingen        | 29–39  | 29–38   |
| CSM Bucarest          | 60–53  | Frigorificos Morrazo Cangas | 31–24  | 29–29   |
| SC Magdeburg          | 65–61  | Csurgoi KK                  | 42-37  | 23–24   |
| Haukar                | 46–59  | Saint-Raphaël Var HB        | 28–29  | 18–30   |
| Fraikin BM Granollers | 55–49  | OIF Arendal                 | 29–21  | 26-28   |

## Fase a gironi

### Sorteggi e formula
Le 16 squadre qualificate alla fase a gironi sono state raggruppate in 4 fasce per il sorteggio in base al ranking. 
Le squadre della stessa nazione non saranno sorteggiate nello stesso girone.
I criteri da seguire in caso di arrivo a pari punti sono:
- punti ottenuti negli scontri diretti;
- differenza reti negli scontri diretti;
- maggior numero di reti segnate negli scontri diretti;
- differenza reti generale;
- maggior numero di reti segnate in generale.

Qualora questi criteri non soddisfino una squadra si procederà con l'estrazione a sorte, nella sede dell'EHF a Vienna davanti ai responsabili di ogni squadra.

### Fasce d'estrazione
| Prima fascia                                                  | Seconda fascia                                                       | Terza fascia                                           | Quarta fascia                                                  |
| ------------------------------------------------------------- | -------------------------------------------------------------------- | ------------------------------------------------------ | -------------------------------------------------------------- |
| Frainkin BM Granollers OCI-Lions SKA Minsk Chambery Savoie HB | SC Magdeburgo Bjerringbro-Silkeborg TT Holstebro Helvetia Anaitasuna | Dinamo Bucuresti HBC Nantes Pfadi Winterthur Ystads IF | Aalborg HB Frisch Auf Göppingen Saint-Raphaël Var CSM Bucarest |

### Girone A
|  | Pos. | Squadra               | Pt | G | V | N | S | GF  | GS  | D   |
|  | ---- | --------------------- | -- | - | - | - | - | --- | --- | --- |
|  | 1.   | SC Magdeburgo         | 8  | 6 | 4 | 0 | 2 | 184 | 162 | +22 |
|  | 2.   | Fraikin BM Granollers | 7  | 6 | 3 | 1 | 2 | 172 | 165 | +7  |
|  | 3.   | Dinamo Bucuresti      | 5  | 6 | 2 | 1 | 3 | 166 | 181 | -15 |
|  | 4.   | Aalborg HB            | 4  | 6 | 1 | 2 | 3 | 147 | 161 | -14 |

### Girone B
|  | Pos. | Squadra              | Pt | G | V | N | S | GF  | GS  | D   |
|  | ---- | -------------------- | -- | - | - | - | - | --- | --- | --- |
|  | 1.   | HBC Nantes           | 10 | 6 | 5 | 0 | 1 | 176 | 151 | +25 |
|  | 2.   | Frisch Auf Göppingen | 8  | 6 | 4 | 0 | 2 | 198 | 161 | +37 |
|  | 3.   | TT Holstebro         | 6  | 6 | 3 | 0 | 3 | 167 | 180 | -13 |
|  | 4.   | OCI-Lions            | 0  | 6 | 0 | 0 | 6 | 154 | 203 | -49 |

### Girone C
|  | Pos. | Squadra               | Pt | G | V | N | S | GF  | GS  | D   |
|  | ---- | --------------------- | -- | - | - | - | - | --- | --- | --- |
|  | 1.   | Bjerringbro-Silkeborg | 9  | 6 | 4 | 1 | 1 | 168 | 155 | +13 |
|  | 2.   | Saint-Raphael         | 7  | 6 | 3 | 1 | 2 | 165 | 165 | +0  |
|  | 3.   | Pfadi Winterthur      | 4  | 6 | 1 | 2 | 3 | 160 | 162 | -2  |
|  | 4.   | SKA Minsk             | 4  | 6 | 2 | 0 | 4 | 169 | 180 | -11 |

### Girone D
|  | Pos. | Squadra             | Pt | G | V | N | S | GF  | GS  | D   |
|  | ---- | ------------------- | -- | - | - | - | - | --- | --- | --- |
|  | 1.   | Chambery Savoie     | 10 | 6 | 4 | 2 | 0 | 161 | 141 | +20 |
|  | 2.   | Ystads IF           | 7  | 6 | 3 | 1 | 2 | 159 | 167 | -8  |
|  | 3.   | CSM Bucarest        | 5  | 6 | 1 | 3 | 2 | 152 | 156 | -4  |
|  | 4.   | Helvetia Anaitasuna | 2  | 6 | 1 | 0 | 5 | 150 | 158 | -8  |

### Ranking seconde classificate
| Girone | Squadra                    | PG | V | N | P | GF  | GS  | DR  | PTI |
| ------ | -------------------------- | -- | - | - | - | --- | --- | --- | --- |
| B      | Frisch Auf Göppingen       | 6  | 4 | 0 | 2 | 198 | 161 | +37 | 8   |
| A      | Fraikin BM Granollers      | 6  | 3 | 1 | 2 | 172 | 165 | +7  | 7   |
| C      | Saint-Raphaël Var Handball | 6  | 3 | 1 | 2 | 165 | 165 | +0  | 7   |
| D      | Ystads IF                  | 6  | 3 | 0 | 3 | 159 | 167 | -8  | 7   |

## Quarti di Finale
Il HBC Nantes ha vinto il proprio girone ed è automaticamente qualificato alle Final4. Nella prima fascia sono inserite le prime classificate degli altri gironi, nella seconda fascia sono inserite le seconde classificate. I quarti di finale consistono in gare di andata e ritorno.
| Prima Fascia             |
| ------------------------ |
| SC Magdeburgo            |
| Bjerringbro-Slkeborg     |
| Chambéry Savoie Handball |

| Seconda Fascia             |
| -------------------------- |
| Saint-Raphaël Var Handball |
| Frisch Auf Göppingen       |
| Fraikin BM Granollers      |

| Squadra 1             | Totale | Squadra 2                | Andata | Ritorno |
| --------------------- | ------ | ------------------------ | ------ | ------- |
| Fraikin BM Granollers | 56–56  | Bjerringbro-Silkeborg    | 30–24  | 26–32   |
| Saint-Raphaël Var     | 52–54  | Chambéry Savoie Handball | 30–25  | 22–29   |
| Frisch Auf Göppingen  | 58–54  | SC Magdeburgo            | 31–25  | 27-29   |

## Final4

### Semifinali
| Squadra 1                | Squadra 2            | Risultato            |
| ------------------------ | -------------------- | -------------------- |
| Chambéry Savoie Handball | Frisch Auf Göppingen | Nantes, 14 mag. 2016 |
| Chambéry Savoie Handball | Frisch Auf Göppingen | 25 – 28              |
| Frainkin BM Granollers   | HBC Nantes           | Nantes, 14 mag. 2016 |
| Frainkin BM Granollers   | HBC Nantes           | 26 - 27              |

### Finale 3/4 posto
| Squadra 1                | Squadra 2             | Risultato            |
| ------------------------ | --------------------- | -------------------- |
| Chambéry Savoie Handball | Fraikin BM Granollers | Nantes, 15 mag. 2016 |
| Chambéry Savoie Handball | Fraikin BM Granollers | 21 – 25              |

### Finale
| Squadra 1            | Squadra 2  | Risultato            |
| -------------------- | ---------- | -------------------- |
| Frisch Auf Göppingen | HBC Nantes | Nantes, 15 mag. 2016 |
| Frisch Auf Göppingen | HBC Nantes | 32 - 26              |